# Wladislaus I. (Oppeln-Ratibor)

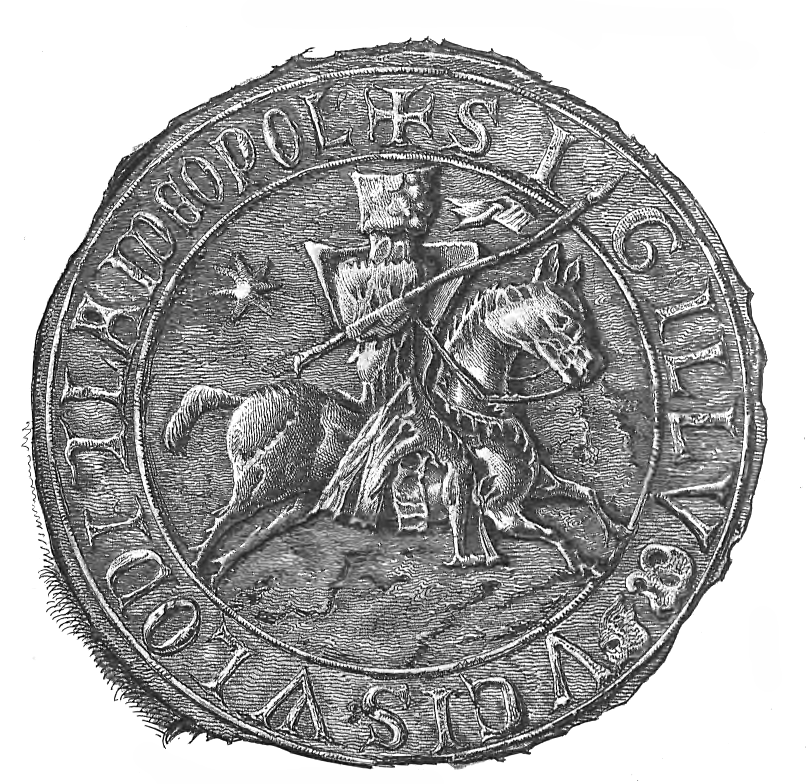
Siegel Herzogs Wladislaus I.

Wladislaus I. von Oppeln (auch Ladislaus I. von Oppeln, Wladislaw I. von Oppeln, Władysław I. von Oppeln; polnisch Władysław opolski; tschechisch Vladislav I. Opolsko-Ratibořský; * um 1225; † 14. Mai 1281) war 1246 bis 1281 Herzog des Herzogtums Oppeln-Ratibor.

## Herkunft und Familie
Wladislaus entstammte der schlesischen Piastenlinie. Seine Eltern waren Herzog Kasimir I. von Oppeln-Ratibor und die bulgarische Fürstentochter Wiola. 1251 vermählte er sich mit Euphemia († nach 1281), Tochter des großpolnischen Herzogs Władysław Odon und seiner Frau Hedwig. Der Ehe entstammten vier Söhne und eine Tochter:
- Mesko I. (* 1252/1256; † 1314; oder auch erst danach, aber noch vor dem 27. Juni 1315), zunächst gemeinsam mit seinem jüngsten Bruder Primislaus Herzog von Ratibor (1281 – 1290), danach Herzog von Teschen (1290 bis 1314, oder auch bis 1315) ⚭ noch vor 1280 eine Frau unbekannter Herkunft
- Kasimir II. (* 1253/1257; † 10. März 1312), Herzog von Beuthen (1281 – 1312) und ab 1286 auch Herzog von Cosel ⚭ um 1275 eine Frau namens Helena unbekannter Herkunft
- Bolko I. (* 1254/1258; † 14. Mai 1313), Herzog von Oppeln (1281–1313), Statthalter von Krakau (zuerst 1291, und wieder ab 1312 unter König Johann von Böhmen) ⚭ um 1280 eine Frau unbekannter Herkunft
- Primislaus (* zwischen 1258 und 1268; † 7. Mai 1306), gemeinsam mit seinem ältesten Bruder Mesko Herzog von Ratibor (1281–1290), und danach alleiniger Herzog von Ratibor ⚭ um 1289 Anna, Tochter Herzog Konrads von Czersk und Hedwig von Schlesien
- eine Tochter unbekannten Namens; angeblich auf den Namen Konstanze getauft (* um 1265; † 1287/88 oder auch erst 1351), ⚭ 1277, nach anderen Angaben 1278, oder auch erst 1280 Herzog Heinrich IV. von Breslau, dem späteren Seniorherzog von Krakau (1288 – 1290), wurde 1286 von ihm verstoßen.

## Leben

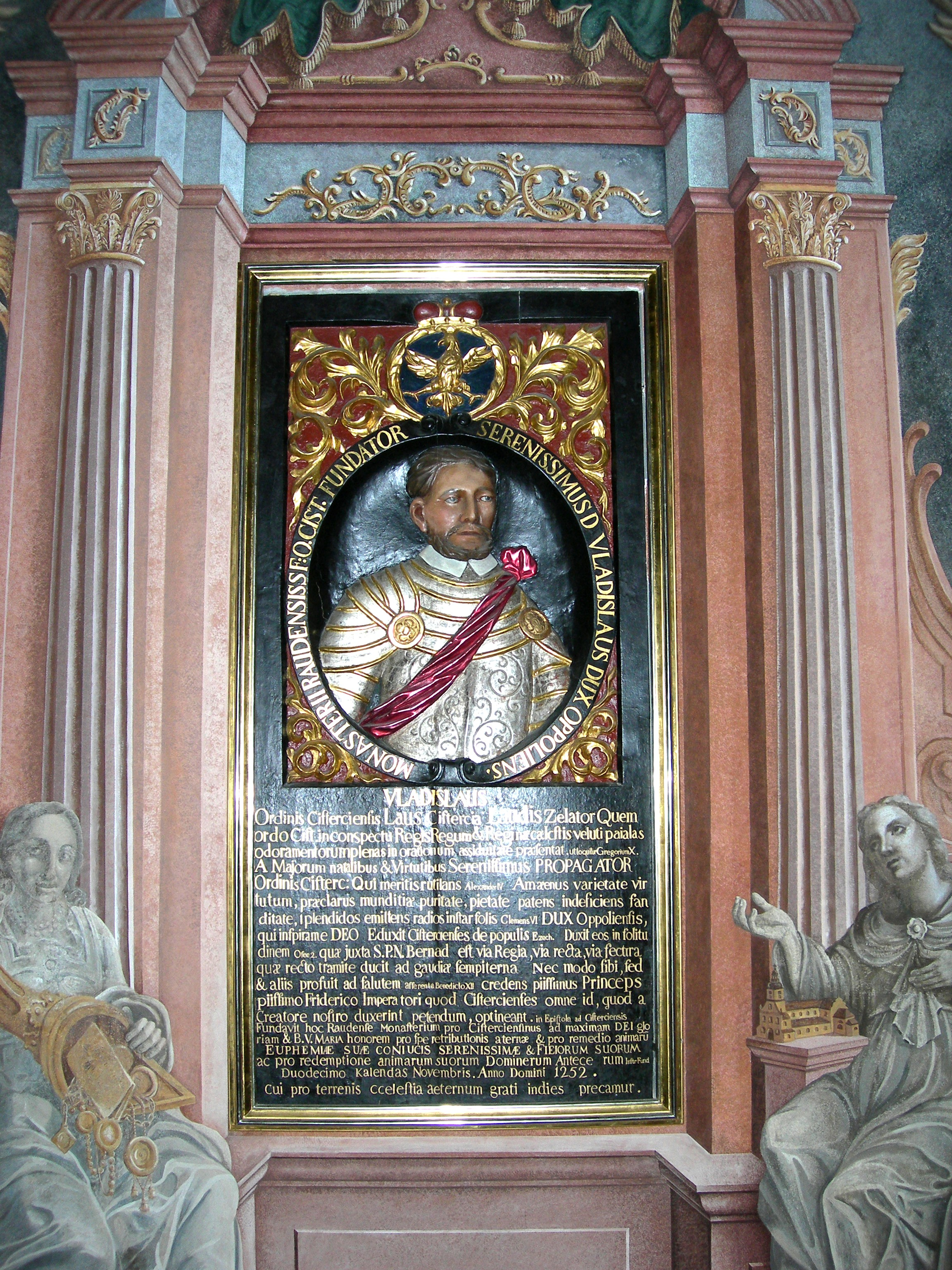
Epitaph von Herzog Władysław Opolski

Nach dem Tod des Vaters Kasimir I. 1230 übernahm zunächst Herzog Heinrich I. die Vormundschaft über dessen unmündige Söhne Mieszko II. und Wladislaus. Dadurch konnte Heinrich seine Macht wieder auf ganz Schlesien ausdehnen. Vermutlich für geleistete Waffenhilfe in Heinrichs Kämpfen um die Vorherrschaft in Großpolen mit dem Herzog Władysław Odon übertrug Heinrich 1233 Kasimirs Witwe Viola und ihrem jüngeren Sohn Wladislaus die Gebiete Ruda und Kalisch. Da Kalisch schon 1244 vom großpolnischen Herzog Przemysław I. zurückerobert wurde, erhielt Herzogin Viola von ihrem älteren Sohn Mieszko die Burgen Teschen und Ratibor als Witwensitz.
Nach dem Tod des älteren Bruders Mieszko übernahm Wladislaw 1246 die Regierung über Oppeln-Ratibor. 1249 musste er dem Herzog Przemysław I. auch das Rudaer Gebiet abtreten. Im Kampf zwischen dem böhmischen König Ottokar II. Přemysl und dem ungarischen König Béla IV. um das österreichische Erbe 1253 stand Wladislaus auf ungarischer Seite und beteiligte sich an den Einfällen in das Troppauer Land. Einige Zeit später gehörte er zu den Anhängern des böhmischen Königs und kämpfte 1260 zusammen mit dem Breslauer Herzog Heinrich III. siegreich gegen Bela IV. bei der Schlacht bei Kressenbrunn. Vermutlich deshalb wurde nach dem anschließenden Friedensvertrag die Grenze zwischen dem damals zu Mähren gehörenden Troppauer Land und dem Herzogtum Oppeln zu Gunsten Wladislaus verschoben. Sie verlief nun vom Dorf Lindewiese im Altvatergebirge bis Oderberg und jenseits der Oder über Hruschau an der Ostrawitza entlang bis zur ungarischen Grenze.
Während der 1271 folgenden Kämpfe zwischen Ungarn und Böhmen verhielt sich Wladislaus, im Gegensatz zu allen anderen schlesischen Herzögen, die auf böhmischer Seite standen, neutral. Seine neutrale Haltung war dadurch begründet, dass ihm die Krakauer Ritterschaft, die vom Krakauer Bischof Paul angeführt wurde und die in Opposition gegen den regierenden Herzog Bolesław V. stand, Aussichten auf das Krakauer Gebiet eröffnete. Nachdem die Adelspartei, die auch vom böhmischen König Ottokar II. unterstützt wurde, 1273 durch polnische Truppen bei Boguczyn eine Niederlage erlitt und die Gebiete um Ratibor, Cosel und Oppeln durch polnische Kämpfer verwüstet wurden, kam es zu einer Aussöhnung zwischen Ottokar II. und Bolesław V. Vermutlich deshalb erhielt Wladislaus 1274 vom Krakauer Herzog bedeutende Gebietsabtretungen in Kleinpolen, wodurch die Grenze des Herzogtums Oppeln bis nach Tyniec bei Krakau vorgeschoben wurde.
1277 war Wladislaus in Breslau zugegen, als der Böhmenkönig Ottokar und sein diplomatischer Berater Bruno von Schauenburg mit weiteren Herzögen einen Vertrag aushandelten, der zur Freilassung des Breslauer Herzogs Heinrich IV. führte, der im selben Jahr Wladislaus Tochter heiratete.
Nach der Steirischen Reimchronik des Ottokar aus der Gaal sollen Wladislaus u. a. schlesische Herzöge 1279 im Entscheidungskampf zwischen Rudolf von Habsburg und Ottokar II. in der Schlacht auf dem Marchfeld an der Seite König Ottokars gekämpft haben, der bei der Schlacht den Tod fand. Anschließend versuchte Wladislaus sich das Troppauer Gebiet anzueignen, wohin Ottokars Witwe Kunigunde mit ihrem heimlichen Geliebten, dem Führer der böhmischen Adelspartei, Zawisch von Falkenstein, geflüchtet war. Den dadurch entstandenen Streit schlichtete Wladislaus Schwiegersohn Heinrich IV. Unter der Voraussetzung, dass seine Tochter mitgekrönt werden würde, soll Wladislaus Heinrichs Bestrebungen zur Erlangung der polnischen Königskrone unterstützt haben.
Wladislaus von Oppeln starb nach einer 35-jährigen erfolgreichen Regierungstätigkeit. Bereits 1252 war von ihm das Kloster Rauden gegründet worden, das er reich ausstattete. In dessen Klosterkirche wurde er nach seinem Tod beigesetzt.
Sein Herzogtum wurde unter seine vier Söhne geteilt. Oppeln erhielt Bolko, Beuthen mit Cosel, Gleiwitz, Tost und Sewerien ging an Kasimir. Mieszko und Primislaus hielten zunächst gemeinsam Ratibor, aus dem sie 1290 für Herzog Mieszko Teschen ausgliederten.

## Städtegründungen
Durch die Siedlungsaktivitäten des Olmützer Bischofs Bruno von Schauenburg, der weite Teile Nordmährens kolonisierte, erfolgte auch im Herzogtum Oppeln unter Wladislaus I. eine Gegensiedlung, vor allem von der Linie Ratibor–Sohrau–Auschwitz südwärts bis südlich von Teschen und Bielitz. Sie begann 1253 mit der deutschrechtlichen Gründung von Beuthen, durch die auch der Bergbau gefördert werden sollte. Bereits 1247 erhielt Alt Repten das Recht, Deutsche anzusiedeln, denen die Privilegien des Bergbaus auf Blei sowie die Zollfreiheit gewährt wurden. Um 1250 wurde Slawentzitz gegründet und 1257 gestattete Wladislaus dem Kloster Miechów in Kleinpolen die Umsetzung des gleichnamigen Dorfes zu deutschem Recht. 1260 erteilte er dem Dorf Lendzin die Genehmigung zur Umsetzung nach flämischem Recht. Zu den weiteren Ortsgründungen Wladislaus nach deutschem Recht gehörten u. a. vor 1263 Teschen, 1265 Pschow und 1272 Sohrau. 1276 wurde von Wladislaus neben einer altslawischen Siedlung die deutschrechtliche Stadt Gleiwitz gegründet. Das von ihm ebenfalls gegründete Loslau wurde vermutlich nach ihm als Wladislavia bzw. W(ł)odzisław benannt. Gleich nach seinem Regierungsantritt erbaute Wladislaus seine Residenzstadt Oppeln neu, die vermutlich während des Mongolensturms weitgehend zerstört worden war.